# Pembrokeshire

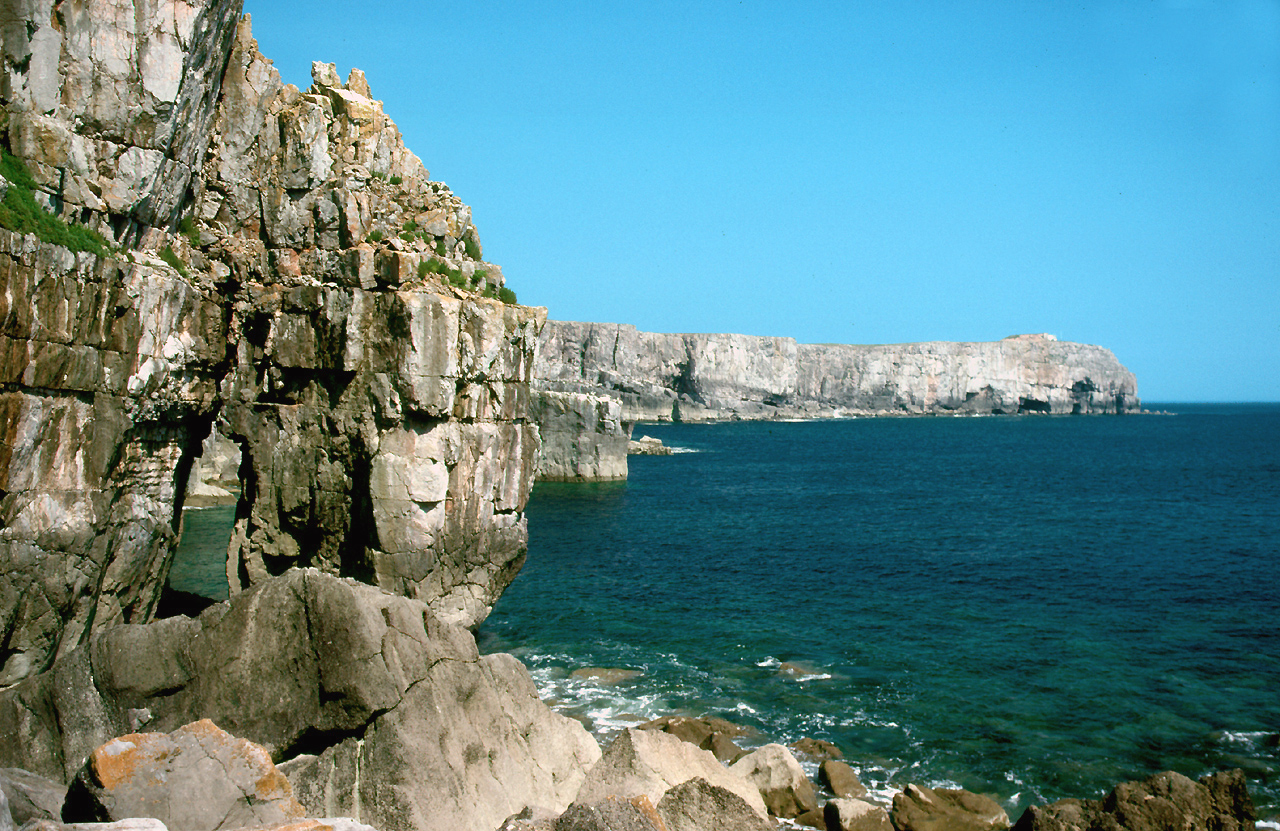
St Govan’s Head

Pembrokeshire (walisisch: Sir Benfro) ist eine Principal Area und eine traditionelle Grafschaft im Südwesten von Wales. Verwaltungssitz ist die Stadt Haverfordwest.

## Geografie
Südwestwales erstreckt sich von Swansea und der Gower-Halbinsel über die Grafschaft Carmarthenshire bis nach Pembrokeshire. Die südwestlichste walisische Grafschaft ist auf drei Seiten vom Meer umgeben und weist eine Küstenlinie mit einer Länge von insgesamt 273 km auf, die fast komplett zum Pembrokeshire-Coast-Nationalpark gehört. Dieses Gebiet ist mit seinen zahlreichen Buchten, Klippen und sandigen Stränden ein wichtiger Brutplatz der Seevögel.
Pembrokeshire hat eine wellenförmige Oberfläche; die Precellyhügel im nordöstlichen Teil erreichen am Foel Cwmcerwyn eine Höhe von 537 m. Außerdem durchziehen noch zahlreiche andre Hügelketten das Land und laufen in eine Menge von Vorgebirgen aus, von denen St. David’s Head das westlichste, St. Govan’s Head das südlichste ist. Der Norden der Grafschaft wird größtenteils von Moor- und Heidelandschaft geprägt. Der restliche Teil ist verhältnismäßig flach und wird landwirtschaftlich genutzt.
Die Küsten sind steil, sehr zerrissen und haben viele Buchten, von denen mehrere vorzügliche Häfen bilden. Im Norden finden sich die Newport- und Fishguardbai, im Westen die tiefe St. Bridesbai, im Südwesten Milfordhaven. An der West- und Südküste liegen zahlreiche kleine Inseln und Inselgruppen, die alle zum Nationalpark gehören: Caldey Island, Ramsey Island, St Catherine’s Island, Skomer sowie Skokholm.
Die größten Flüsse sind der Afon Tywi, welcher die Grenze zu Cardiganshire bildet, der Eastern Cleddau, der Western Cleddau sowie der River Solva.

## Geschichte

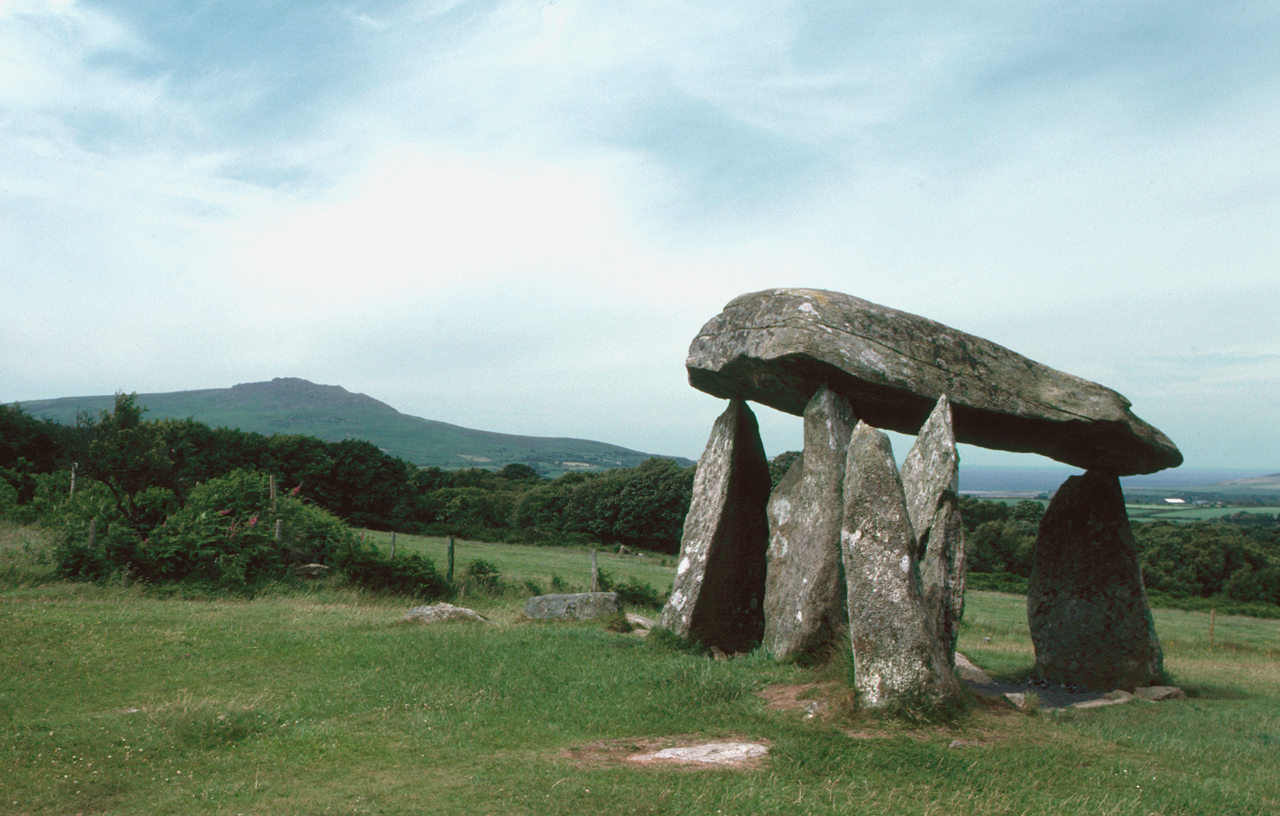
Portal tomb Pentre Ifan

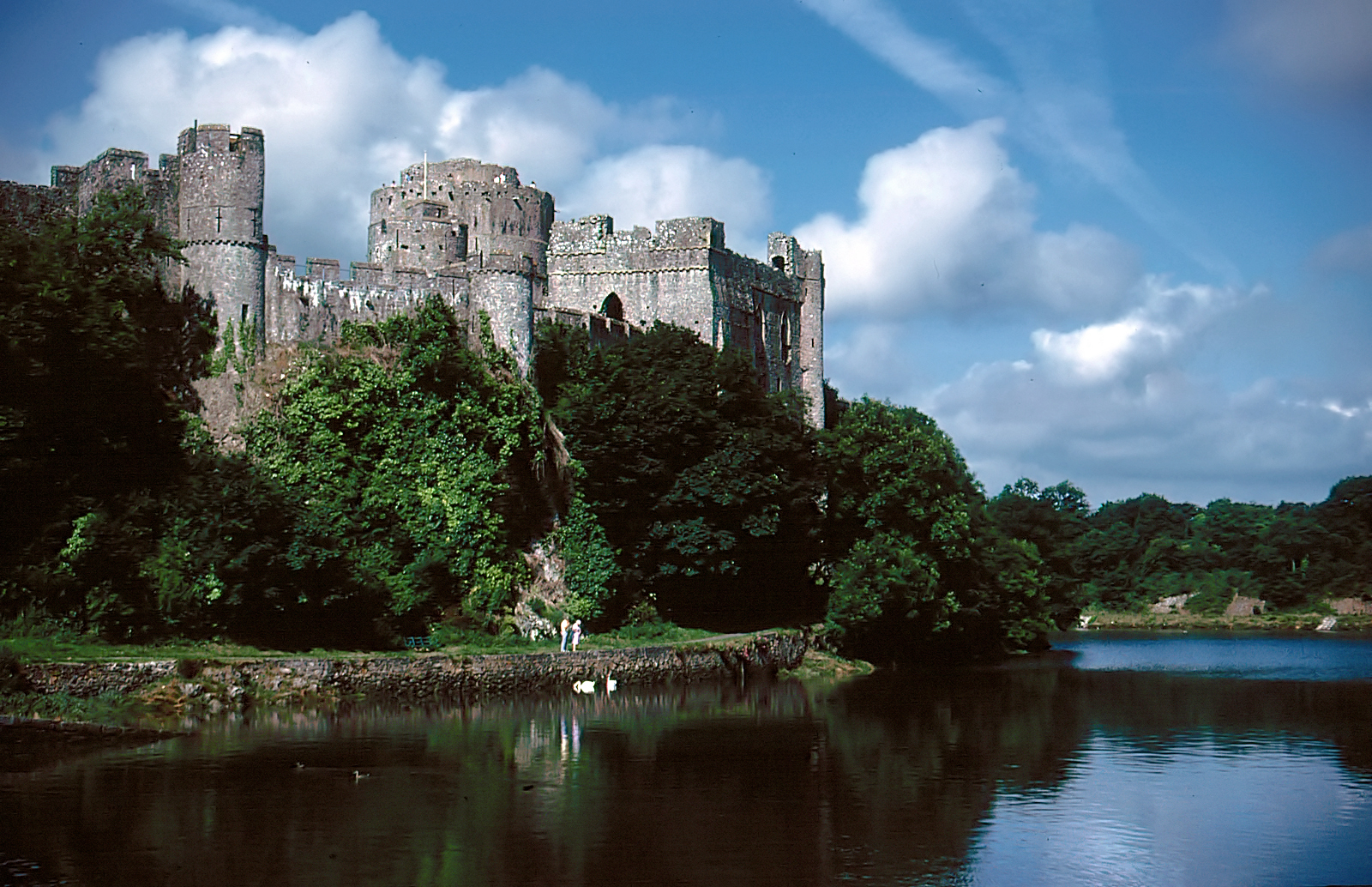
Pembroke Castle

In Pembrokeshire zeugen eine Vielzahl megalithische Funde wie Steinkreise, Megalithe und Dolmen von der Wichtigkeit der nordwestlichen Region einschließlich der Preselly Hills in der frühen Geschichte.

### Mittelalter
Dyfed, wie das Gebiet im Mittelalter hieß, fiel 877 nominell unter die Herrschaft des Fürsten von Wales. Das verhinderte jedoch nicht die Angriffe skandinavischer Piraten auf die Küstenstädte; davon zeugen viele Ortschaftsnamen entlang der Küste, z B. Tenby.
Mit dem Bau von Pembroke Castle begann 1090 die Ausbreitung der Normannen. Die zusätzlich errichteten Burgen von Manorbier, Llawhaden und Narberth sorgten schließlich dafür, dass Süd-Dyfed vom restlichen Wales isoliert war. Im 12. Jahrhundert ließen sich Flamen in der Region nieder, so dass der Süden bald dichter besiedelt war als das walisische Nord-Dyfed und englischen Interessen aufgeschlossener gegenüberstand. Unter der Herrschaft von Gilbert de Clare, dem ersten Grafen von Pembroke, wurde die normannische Hochburg im Jahr 1138 zur Pfalz.
Zwischenzeitlich gelang es den Walisern zwar, sich fast ganz dem englischen Einfluss zu entziehen, nach wiederholtem Abfall verglichen sich jedoch die walisischen Fürsten 1171 mit dem König und erkannten dessen Oberherrschaft an. Die vollständige Unterwerfung des Landes gelang allerdings erst 1276 unter König Eduard I.

### Neuzeit
In der Zeit Heinrich VIII. wurde Pembroke 1536 schließlich auch formal englische Grafschaft, und ab 1542 unterlag die Region englischer Gerichtsbarkeit.
Pembrokeshire ist eine der dreizehn traditionellen Grafschaften von Wales. Bis 1974 war Pembrokeshire auch eine Waliser Verwaltungsgrafschaft und wurde dann auf die beiden Districts Preseli Pembrokeshire und South Pembrokeshire der neugebildeten Grafschaft Dyfed aufgeteilt. Bei der Verwaltungsreform von 1996 wurden die beiden Districts zur Principal Area Pembrokeshire zusammengeschlossen. Pembrokeshire besitzt heute wieder den Status eines County.

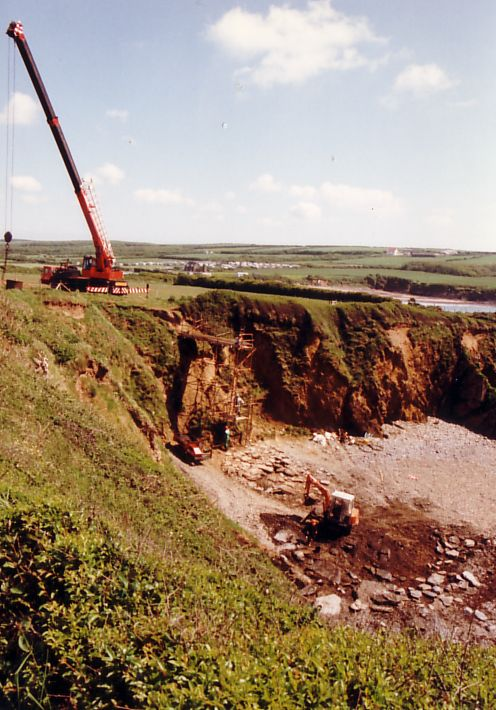
Eine Bucht bei Angle Bay gegenüber von Milford Haven wird vom Öl gesäubert.

### Umweltkatastrophe von 1996
Am 15. Februar 1996 gab es eine schwere Umweltkatastrophe durch den Rohöltanker Sea Empress. Der Tanker fuhr im Bereich des Milford Haven auf einen Felsen, wobei er im Laufe der nächsten Tage 74.000 Tonnen Öl verlor. Große Teile des südlichen Pembrokeshire-Coast-Nationalparks und die Küstengebiete um Milford Haven waren stark betroffen. Tausende Seevögel verendeten im Öl, und auch der Tourismus litt unter dem Unglück. Die bis 1996 im Camp Merrion, Castlemartin, stationierten Bundeswehrsoldaten halfen bei der Beseitigung von ölverschmutztem Sand und verendeten Tieren.

## Wirtschaft und Verkehr
Im Landesinneren ist die landwirtschaftliche Nutzung vorrangig, während die Küstenregion vornehmlich touristisch erschlossen ist. Industrie und Handel konzentrieren sich auf Pembroke Dock, dem Sitz der Distrikt-Verwaltung. Der ältere Teil von Pembroke fungiert heute als Marktfleck und Touristenzentrum. Von Fishguard und Pembroke Dock aus gibt es Fährverbindungen nach Cork und Rosslare, beides Orte in Irland. Einer der wichtigsten Häfen ist der natürliche Hafen von Milford Haven, der auch von großen Öltankern angelaufen wird. Verkehrsverbindungen ins Inland bestehen durch Eisenbahn (Transport for Wales/Trafnidiaeth Cymru) und durch einen Anschluss an den Motorway M4.

## Städte und Dörfer

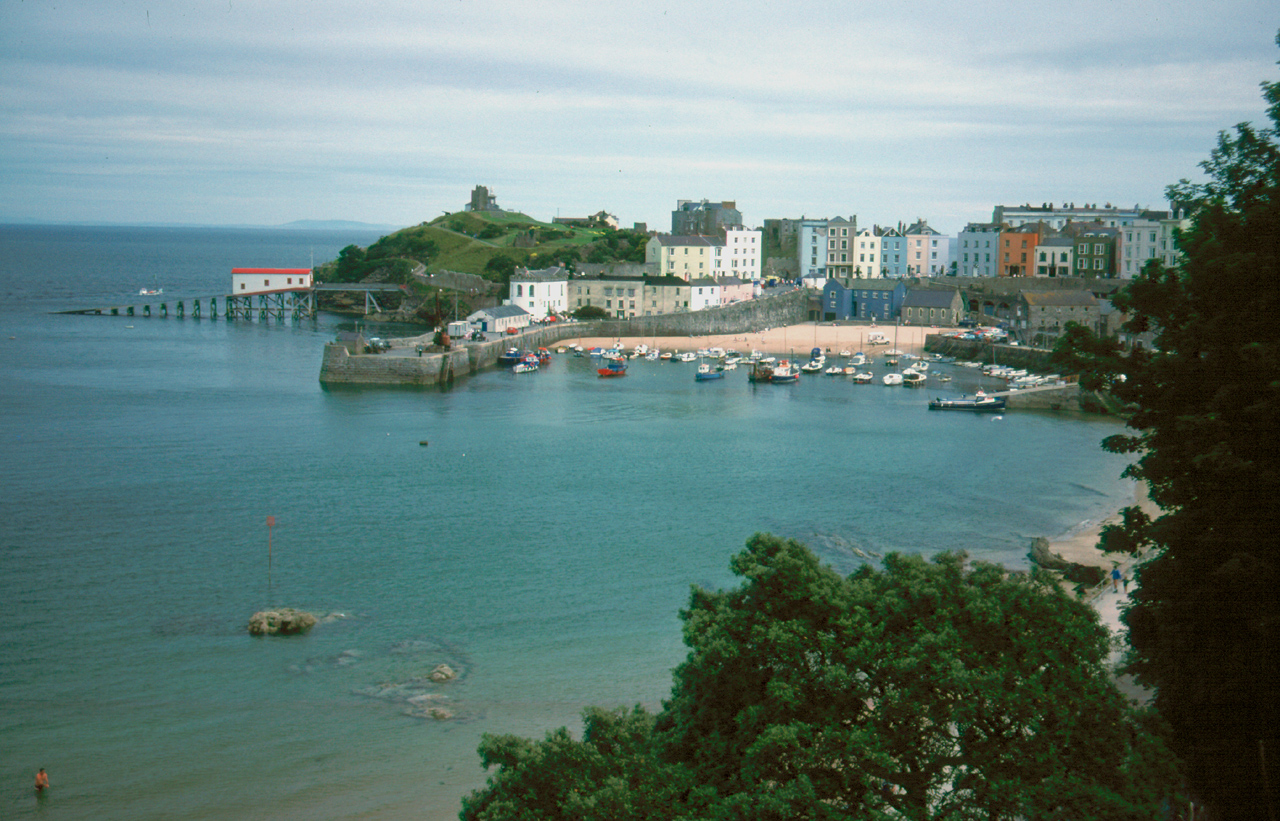
Hafen von Tenby

| - Aber-Eiddy - Camrose - Castlemartin - Fishguard - Goodwick - Haverfordwest - Hayscastle - Milford Haven - Narbeth - New Gale | - Neyland - Pembroke - Pembroke Dock - St Davids - St. Nicholas - Solva - Spittal - Tenby - Walwyn’s Castle - Wiston |

## Sehenswürdigkeiten
- Pembroke Castle
- Carew Castle
- Manorbier Castle
- Kathedrale von St Davids

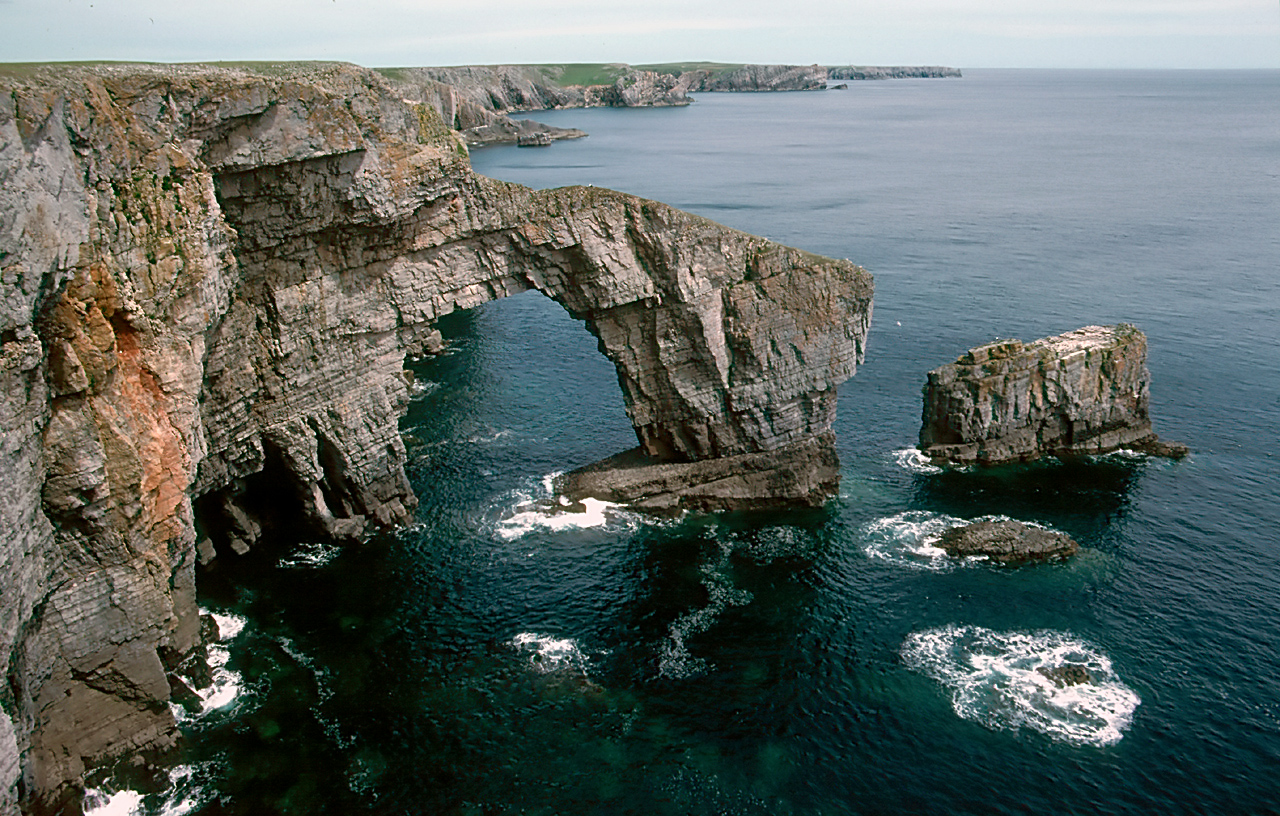
Green Bridge of Wales

- Bridell Menhir (Nettasagrus Stone)
- Carreg Coetan Arthur (Dolmen)
- Carreg Samson (Dolmen)
- Castell Henllys Freilichtmuseum (Eisenzeitdorf) und Promontory Fort
- Carn Gilfach (Dolmen)
- Llech-Y-Tripedd (Dolmen)
- Pentre Ifan (Dolmen)
- Trellyffaint
- St. Dogmael’s Church Cross-Slab (The Segranus Stone)
- Walwyn’s Castle
- Waun Mawn Steinkreis